# 어느 박람회장에서 생긴 일 (1933년 영화)
《어느 박람회장에서 생긴 일》(State Fair)은 미국에서 제작된 헨리 킹 감독의 1933년 영화이다. 윌 로저스 등이 주연으로 출연하였고 윈필드 R. 쉬헌 등이 제작에 참여하였다.
이 영화는 아카데미 작품상 후보로 지명되었다.

## 출연

### 주연
- 윌 로저스
- 자넷 게이노
- 샐리 에일러스

### 조연
- 루 에어스
- 노먼 포스터
- 루이즈 드레서
- 프랭크 크레이븐
- 빅터 조리
- 프랭크 멜턴
- 얼빌 앨더슨
- 존 쉬핸
- 해리 홀먼

## 기타
- 원작자: 필립 스통